# 计算机字体
计算机字体（英語：computer font）或电脑字体，简称字体（font），是包含有一套字形与字符的电子数据文件。

## 字体类型與格式

### 点阵字体
点阵字体（英語：Bitmap Font）通过点阵表现字形，其本质上只是一组图片。每一种字体变体都包括一组完整的字符，一个字符占一张图片。假設總字符数量为3，即包括三个字符，提供粗体和斜体的组合（即无、粗体、斜体、粗斜体四种变体），该字体总共有12张图片。
由于受到容量和绘图速度的限制，早期电脑多采用点阵字体，而现在已不再被广泛使用，原因是其他字体编码方法在视觉效果和功能都超过了它。但它在某些场合(特别是在显示小字号的汉字字符的时候)还是很有用的,因为可缩放字体縮小过多笔画的字時，容易挤成一片导致无法辨认,因此小号字体仍使用点阵格式。
点阵字体被用于Linux終端，Windows修复控制台和嵌入式系统。

### 轮廓字体
轮廓字体（英語：outline font）又稱描邊字型。这类字体使用貝茲曲線描述轮廓，可以通过简单的数学变形放大或缩小。但是很小的字体经常需要额外的信息（hinting）指导笔画取舍进行潤算，不然容易漆黑一团。

#### 轮廓字体格式

##### PostScript字体
PostScript字体由Adobe公司为专业数字排版开发。它使用PostScript，字形以3次貝茲曲線描述。其下又分为Type1, Type3，OCF, CID等类型。
- Type 1字体只有1字节，因此只能容纳256个字符。它使用Adobe私有的hinting系统，价格昂贵。需要注意的是，很多被称为Type1的字体实际上是Type3或Type5。
- Type 3字体完全支援PostScript描述性语言，可以勾画出较复杂的字体，如：渐变。
- OCF字体：中文日文等双字节语言可以使用的字体。按照PostScript类型，它属于Type0 (也就是Type1或3的组合形式)
- CID字体：OCF字体的改良。具有异体字切换功能。按照PostScript类型，多数字体属于Type9（基于TrueType的CID字体等除外）

##### TrueType字体
TrueType是一种最初由蘋果電腦公司开发的字体技術。考虑到Type 1字体太昂贵，有意用TrueType字体取代Type 1字体。像Type1字体一样，貝茲曲線用于描述字型，并可以内置点阵字体。现在它十分普及，在所有主要的操作系统上都有使用。能用PostScript打印机处理的TrueType字体称为Type42。
TrueType使用2次贝塞尔曲线，其hint方式也与PostScript不同，使用的是小程序字节码的形式。TrueType可以包含点阵字体。

##### OpenType字体
OpenType字体是为了实现Windows和Macintosh系统兼容，而产生的一种新字体格式。OpenType文件格式由TrueType发展而成，因此具有TrueType的全部功能。
和TrueType相比，OpenType可以使用PostScript的3次曲线描述字形。OpenType支持CID，具有高度的异体字切换功能。OpenType可以动态下载到打印机中，无需打印机内置字体。若按照PostScript的类型分类，它属于Type2型，可以控制字体文件数据大小。

### 笔画字体
笔画字体（Stroke-based font）字形的轮廓由分离的笔画顶点和笔画外形（profile）定义。它优于轮廓字体之处在于：减少了定义字形的顶点数，允许同一组顶点生成不同的字体（不同的粗细，不同大小或不同衬线规则）所以节省大小。对于字体开发者，编辑笔画要比编辑轮廓容易而且不易出错。笔画系统也允许改变字形比例而不修改基本字形的笔画粗细。笔画字体用于嵌入式设备在东亚有很大的市场，但这项技术不只用于表意字符。
商业开发者包括Agfa Monotype（iType）Type Solutions Inc。（拥有Bitstream Inc.）（Font Fusion (FFS). btX2），Fontworks（Gaiji Master），台灣文鼎科技都独立开发出了笔画字体和字体引擎。
尽管Monotype和Bitstream都曾声称东亚字符集使用笔画字体顯示系統可以极大的节约空间，但是大部分节省源于构造合成字形，这也是TrueType标准一部分。

#### 笔画字体格式
METAFONT用了一种不同的字形描述。与TrueType类似，它是一种数学上的字体描述系统，只是描述字符使用圆点（circular pen）。这意味着由METAFONT产生的字形，没有锐利的点（sharp points），即笔尖大小是有限的。

### 網路字型（Web Font）
網路字型（Web Font）主要用途在使用於網頁上的字型顯示，擺脫以往字型需安裝方能顯示的限制，使得於網頁設計上能夠不用轉圖檔，使用者一樣能夠看到特殊的字型效果。目前在英文語系國家，網路字型的使用甚為方便，但在亞洲語系國家則限制頗多，主要的困難點在於亞洲語系國家的字數太多，導致單一字型檔的大小，動輒5~6M，甚至有達到10M以上的字型檔案，要在瀏覽時下載整個字型檔是不現實的。網路字型機制，是依據網頁上使用的文字，動態產生並下載需要的字型，所需下載的檔案大小等同於圖檔，且使用方便無須額外設定。

## 测试文本
不同的操作系统为电脑字体提供了不同的测试文本。针对英文等文字，通常采用全字母句。
其中英文字型最為著名的测试文字：「 The quick brown fox jumps over the lazy dog 」，剛好能在一句英文句子中容納 26 個字母。

### Microsoft Windows
| 语言         | 测试文本 |
| ------------ | --- |
| 巴西葡萄牙语 | A raposa rápida castanha ataca o cão preguiçoso.                                                                |
| 葡萄牙语     | A rápida raposa castanha salta em cima cão lento.                                                               |
| 德语         | Franz jagt im total verwahrlosten Taxi quer durch Bayern. 1234567890                                            |
| 罗马尼亚语   | Agera vulpe maronie sare peste câinele cel leneş.                                                               |
| 西班牙语     | El veloz murciélago hindú comía feliz cardillo y kiwi. La cigüeña tocaba el saxofón detrás del palenque de paja |
| 简体中文     | Windows 1234567890 （Win2000、WinXP）                                                                           |
| 简体中文     | Innovation in China 0123456789 （Vista、Win7、Win8）                                                            |
| 繁体中文     | （Win95、Win98）                                                                                                |
| 繁体中文     | Windows （Win2000、WinXP）                                                                                      |
| 繁体中文     | （Vista、Win7、Win10、Win11）                                                                                   |
| 朝鲜语       | |
|              | |
| 日语         | |

### Linux
| 语言     | 测试文本            |
| -------- | ------------------- |
| 简体中文 | （GNOME字体查看器） |
| 繁体中文 |                     |

### Webfont
| 網站                  | 语言                             | 测试文本 |
| --------------------- | -------------------------------- | --- |
| Google                | 英語                             | Grumpy wizards make toxic brew for the evil Queen and Jack. |
| Google                | 阿拉伯語                         | نص حكيم له سر قاطع وذو شأن عظيم كتوب على ثوب أخضر ومغلف بجلد أزرق |
| Google                | 天城文                           | एक पल का क्रोध आपका भविष्य बिगाड सकता है |
| Google                | 希臘語                           | Τάχιστη αλώπηξ βαφής ψημένη γη, δρασκελίζει υπέρ νωθρού κυνός |
| Google                | 希伯來文                         | דג סקרן שט בים מאוכזב ולפתע מצא חברה |
| Google                | 高棉語                           | |
| Google                | 泰盧固語                         | దేశ భాషలందు తెలుగు లెస్స |
| Google                | 越南語                           | Tôi có thể ăn thủy tinh mà không hại gì. |
| justfont              | 繁體中文                         | 勇敢追逐自己的色彩 |
| justfont              | 簡體中文                         | 勇敢追逐自己的色彩 |
| justfont              | 日文                             | 勇敢追逐自己的色彩 |
| 漢儀字庫              | 繁體中文                         | 用心绽放文字之美 |
| 華康字型              | 繁體中文                         | 攜手輕舞於文字飄灑的花樣年華 |
| 文鼎雲字庫 iFontCloud | 繁體中文 英文 簡體中文 日文 韓文 | 東方文字傳情之美 The quick brown fox jumps over the lazy dog. 渺渺茫茫墨泼天，飘飘拂拂雨如烟。 知其白，守其黑，為天下式。 常計白以當黑，奇趣乃出。 春の日の夕暮は静かです 별을 노래하는 마음으로 모든 죽어가는 것을 源源不絕，栩栩如生。 |
| 方正字庫 FounderType  | 簡體中文                         | 透过字体给读者更多关爱 |